# 10315 Brewster
10315 Brewster è un asteroide della fascia principale. Scoperto nel 1990, presenta un'orbita caratterizzata da un semiasse maggiore pari a 2,3832284 UA e da un'eccentricità di 0,2807760, inclinata di 22,01550° rispetto all'eclittica.